# Kazimierz Lutosławski

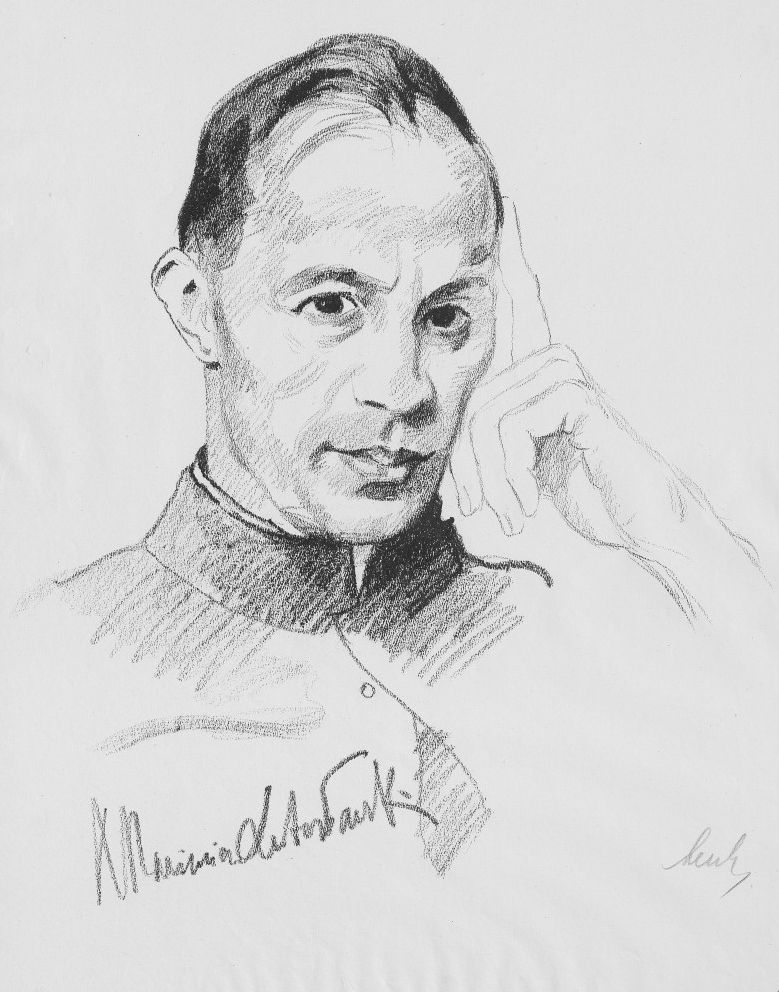
Portret z 1919 roku autorstwa Stanisława Lentza

Kazimierz Lutosławski (ur. 4 marca 1880 w Drozdowie, zm. 5 stycznia 1924 tamże) – polski ksiądz rzymskokatolicki, polityk, doktor medycyny i teologii, działacz endecki, poseł na Sejm Ustawodawczy oraz na Sejm I kadencji, dziennikarz, pedagog, ideowy mentor twórców skautingu i harcerstwa polskiego. Był projektantem polskiej odznaki skautowej, która stała się pierwowzorem krzyża harcerskiego.

## Młodość
Urodził się 4 marca 1880 w miejscowości Drozdowo w powiecie łomżyńskim w rodzinie ziemiańskiej Franciszka Dionizego Lutosławskiego h. Jelita i Pauliny Lutosławskiej ze Szczygielskich, których był piątym dzieckiem. Dzieciństwo spędził w rodzinnym majątku. Wstępną naukę z zakresu szkoły średniej pobierał wraz z najmłodszym bratem Józefem od starannie dobieranych przez starszego brata, Wincentego, nauczycieli domowych. Ostatecznie ukończył szkołę średnią w Rydze (1896–1898), gdzie był również twórcą kasy pomocy dla niezamożnych uczniów.
Po ukończeniu szkoły rozpoczął studia medyczne na Uniwersytecie w Zurychu na wydziale medycyny, higieny i wychowania. Podczas pobytu w Zurychu prowadził aktywną działalność wśród polskiej młodzieży uniwersyteckiej, był członkiem Związku Młodzieży Polskiej „Zet” jako sekretarz centrali zjednoczenia oraz Organizacji Młodzieży Narodowej. Był także komendantem gniazda Polskiego Towarzystwa Gimnastycznego „Sokół” przy Uniwersytecie w Zurychu. Studia medyczne ukończył 21 grudnia 1903.
Przez krótki czas praktykował w szpitalach dziecięcych na terenie Warszawy. Następnie, przez Berlin, wyjechał do Wielkiej Brytanii, gdzie również praktykował w szpitalach dziecięcych. Jednocześnie podjął naukę w Szkole Nauk Politycznych oraz studiował fizykę w Londynie. Napisał wówczas podręcznik do nauki języka angielskiego.
W 1905 zapadł na gruźlicę, podjął leczenie w Zakopanem oraz w zakładzie dra Apolinarego Tarnawskiego w miejscowości Kosów. Od jesieni 1906 zaangażował się w tworzenie szkoły na wzór angielski (wzorowanej na szkole Cecila Reddiego) dla dzieci z zamożnych rodzin. Została ona otwarta 11 maja 1907 w Starej Wsi pod Nowomińskiem, na ziemiach należących do Maurycego Zamoyskiego i nosiła nazwę Czteroletnie Ognisko Wychowawcze Wiejskie. We wspomnianym Kosowie po raz pierwszy w 1911 założył dla dzieci kuracjuszy tzw. wakacyjną drużynę „Dzieci Kosowskich”, na wzór drużyn skautowych. W tym samym roku, będąc na wakacjach w Drozdowie, Lutosławski założył zastępy „Kruki” i „Czajki”, do których należały dzieci z rodziny Lutosławskich oraz rodzin zaprzyjaźnionych. W przyszłości członkowie tych zastępów mieli dać początek zastępom warszawskim przy szkole E. Konopczyńskiego i drużynie im. księcia Józefa Poniatowskiego.
W 1909 Kazimierz Lutosławski podjął decyzję o zostaniu księdzem. Święcenia kapłańskie otrzymał z rąk kardynała Desiré Merciera 23 czerwca 1912, po trzyletnich studiach filozoficznych i teologicznych w seminarium we Fryburgu. W tym samym roku został członkiem Naczelnej Komendy Skautowej. Dwa lata później, w 1914, obronił we Fryburgu doktorat z teologii.
W okresie działań wojennych w 1915 roku został ewakuowany na Wschód. W Moskwie otworzył polską szkołę średnią, następnie został kapelanem Brygady Strzelców Polskich.

## Poglądy i działalność publiczna

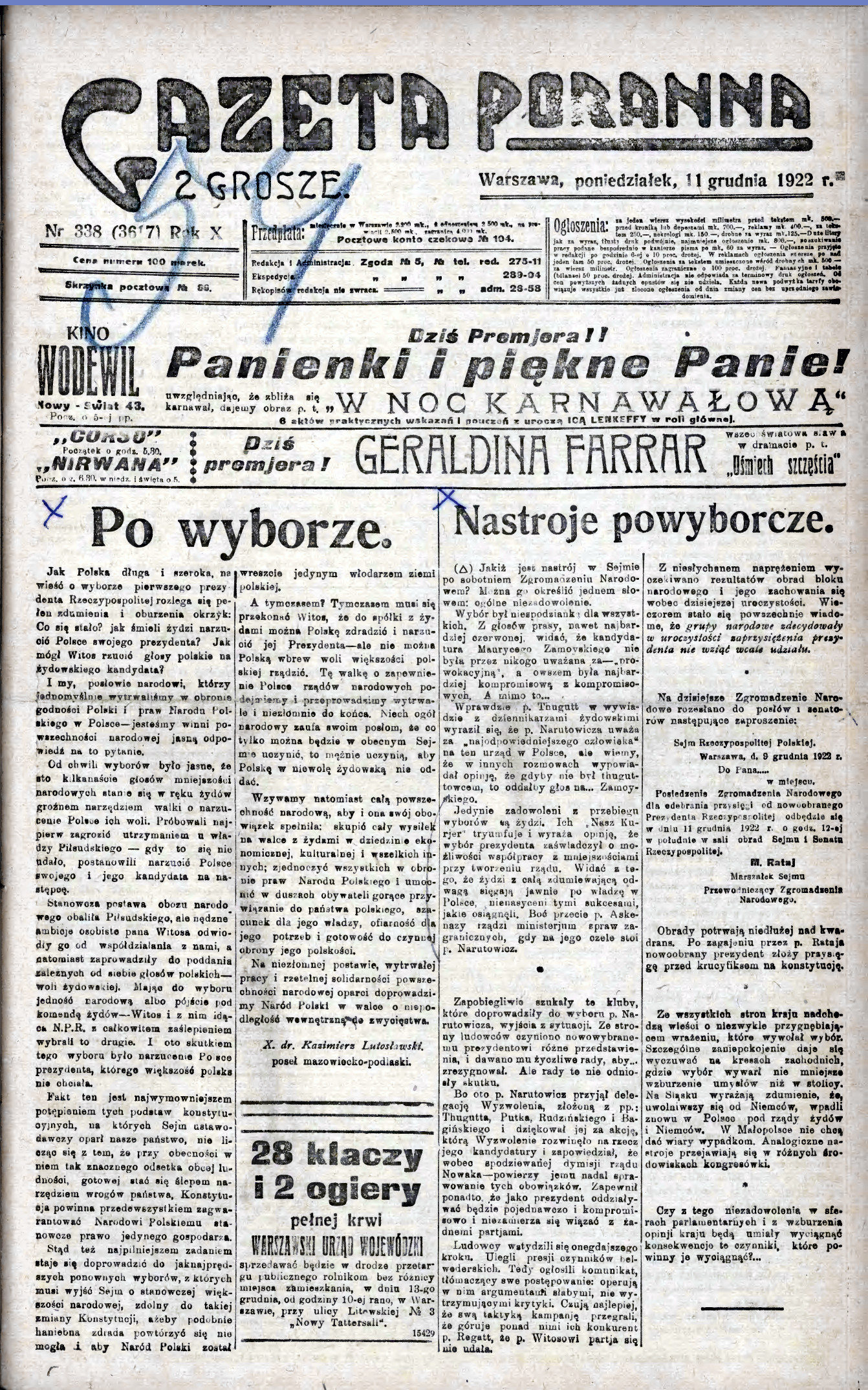
Tytułowa strona warszawskiej „Gazety Porannej 2 Grosze” z tekstem Lutosławskiego obwieszczającym „zdradę narodową” po wyborze Narutowicza na prezydenta RP

Poglądy Kazimierza Lutosławskiego charakteryzowały się silnym zabarwieniem katolicko-narodowym. W początkach działalności politycznej był członkiem Związku Młodzieży Polskiej „Zet”. W okresie studiów zagranicznych zapoznał się z poglądami endecji. Od 1903 był członkiem Ligi Narodowej i Stronnictwa Narodowo-Demokratycznego. Wkrótce został współpracownikiem Romana Dmowskiego.
W okresie pobytu w Rosji w latach 1915–1918 współpracował z endecką „Gazetą Polską”, „Sprawą Polską”. W lipcu 1917 roku został członkiem Rady Polskiej Zjednoczenia Międzypartyjnego w Moskwie, w której kierował komisją wojskową Rady Polskiej tego ugrupowania politycznego, zajmującego się przerzucaniem polskich żołnierzy do Murmańska. Od jesieni 1917 redagował pisma „Polak-katolik” i „Wygnaniec”.
Po powrocie do kraju został członkiem Zarządu Głównego Związku Ludowo-Narodowego (ZLN), publikował prace pedagogiczne, współpracował z „Gazetą Warszawską”, „Myślą Narodową”, „Harcerzem”. W ramach działalności ZLN zainaugurował w 1920 w Łomży cykl wykładów Bankructwo socjalizmu, promujących poglądy endecji. W czasie wojny polsko-rosyjskiej był kapelanem wojskowym. W 1922 został odznaczony Krzyżem Walecznych.
W latach 1919–1920 był redaktorem tygodnika „Sprawa”, opublikował także swoje prace pt. Hasła rewolucji w świetle nauki katolickiej oraz Stronnictwa w kraju i w świecie.
W latach 1919 oraz 1922 był wybierany posłem na Sejm Ustawodawczy oraz na Sejm I kadencji z ziem Mazowiecko-Podlaskich, gdzie pełnił funkcję przewodniczącego Sejmowej Komisji Konstytucyjnej i regulaminowej, oświatowej, spraw zagranicznych. Deklarował swój sprzeciw wobec polityki Piłsudskiego. Zaraz po Bitwie Warszawskiej oskarżył Piłsudskiego na łamach „Myśli Narodowej” o zdradę. Według niego cała wcześniejsza działalność legionowa miała służyć nie niepodległości, lecz wykrwawieniu młodzieży polskiej. Podczas sprawowania funkcji poselskich brał udział w pracach komisji, był autorem wniosków i współautorem wielu ustaw, ponadto był głównym autorem wstępu do konstytucji marcowej w 1921 r., roty przysięgi prezydenta i ślubowania poselskiego.
Był przeciwny wyborowi Gabriela Narutowicza na prezydenta RP, występował przeciwko niemu w prasie i przemówieniach publicznych. Atakował prezydenta jako wybranego „głosami niepolskimi” i – podobnie jak w całej swojej publicystyce politycznej – uciekał się do haseł radykalnych (np.: „Jak śmieli Żydzi narzucić Polsce swojego prezydenta? Jak mógł Witos rzucić głosy polskie na żydowskiego kandydata?”). Ten typ argumentacji był spowodowany tym, że najaktywniejszymi posłami Bloku Mniejszości Narodowych, który poparł Narutowicza, byli posłowie żydowscy, stąd na nich spadła główna krytyka. Po zamordowaniu prezydenta Narutowicza był – obok m.in. gen. Hallera – osobą oskarżaną przez przeciwników endecji o podżeganie do zbrodni. Po popełnionej zbrodni potępił czyn Niewiadomskiego, nie traktując go jako narodowego demokratę. Zdecydowanie potępiał przemoc i zbrodnię jako metodę walki politycznej.
Był aktywnym antysemitą publikującym żarliwe, podbudowane religijnie teksty nawołujące do rugowania Żydów z życia publicznego i gospodarczego. Obwiniał Żydów o wielowiekowe żerowanie na narodzie polskim, o prowokacje i spisek w celu przejęcia władzy nad światem. Opowiadał się za współpracą Polski z dyktaturą faszystowską Mussoliniego i za wypędzeniem z kraju Żydów. Wzywał do czynnej, ostatecznej konfrontacji z Żydami i Judeo-Polską.

Polska miała czterech zaborców, nie trzech: Niemcy, moskale i austriacy rozebrali ją na części od zewnątrz i przemocą państwa utrzymywali w niewoli, czwarty zaborca, który od wewnątrz naród bez państwa opanował, wyjadał mu... i serca... i mózgi, podbijał jego ducha dumnego i chciał uczynić z polskiej pracy i polskiego zysku mierzwę dla siebie, a z gniazda polskiego – basztę wojenną dla zdobycia panowania nad światem – to żydzi.

Jego stosunek do Żydów był wypadkową z jednej strony endeckiej wizji rzeczywistości politycznej, ale z drugiej doświadczeń związanych z pobytem w rewolucyjnej Rosji, gdzie stracił dwóch braci z rąk bolszewickich, w szeregach których obecnych i czynnych było wiele osób pochodzenia żydowskiego. Rywalizację polityczną z Żydami uważał za rzecz naturalną, ale stał na stanowisku, że powinna ona być przeprowadzana metodami: społecznymi (krytyka, polemiki), ekonomicznymi (bojkot handlu żydowskiego, wzmocnienie siły gospodarczej Polaków), kulturalnymi (polonizacja mniejszości) oraz prawnymi (nakazanie odpoczynku niedzielnego, parytety w parlamencie zmniejszające rolę mniejszości narodowych). Był zdecydowanym przeciwnikiem stosowania przemocy wobec Żydów, uznając to za nieetyczne i niekatolickie.
W 1923 r. zgłosił w Sejmie pierwszy projekt numerus clausus – ograniczenia młodzieży żydowskiej dostępu do studiów wyższych. Wniosek sejmowy, przygotowany z Władysławem Konopczyńskim (który go zresztą referował na forum izby) został odrzucony w głosowaniu, chociaż został uznany za konstytucyjny i przyjęty przez większość rad wydziałów. Najgoręcej protestowali Żydzi w Polsce i za granicą.

## Skauting i harcerstwo
W okresie studiów w Anglii Kazimierz Lutosławski zapoznał się z ideą ruchu skautowego, zapoczątkowanego przez generała Roberta Baden-Powella. Po powrocie do kraju dążył do upowszechnienia jego zasad wśród młodzieży polskiej. Był prekursorem skautingu na ziemiach polskich. Mottem działań Lutosławskiego było wykształcenie dzielnych obywateli Polski i kościoła katolickiego.
W 1907 wspólnie z księdzem Janem Gralewskim utworzył czteroletnie Ognisko Wychowawcze Wiejskie w Starej Wsi pod Nowomińskiem. Do szkolnego programu wprowadził elementy pracy skautowej. W 1911, będąc na leczeniu w Zakładzie dr. Tarnawskiego, założył dla dzieci kuracjuszy tzw. wakacyjną drużynę „Dzieci Kosowskich”. Latem tego samego roku w Drozdowie dla dzieci z rodziny Lutosławskich i ich przyjaciół zorganizował zastępy „Kruki” i „Czajki”.
Do współpracowników Lutosławskiego w początkowym okresie jego działalności na rzecz szerzenia ruchu harcerskiego należeli Andrzej Małkowski i Olga Drahonowska-Małkowska, którym w 1913 w Zakopanem udzielił ślubu.
Po otrzymaniu święceń kapłańskich został prefektem szkół warszawskich i z wielką energią oddał się pracy w harcerstwie. Był instruktorem skautowym, kapelanem skautów i kapelanem obozowym. Do 1914 był członkiem Naczelnej Komendy Skautowej w Królestwie Polskim. Z funkcji tych ustąpił na skutek rozłamu w warszawskim skautingu. Jednym z powodów rozłamu był publiczny odczyt ks. Lutosławskiego dla młodzieży skautowej, w którym skrytykował on zrywy powstańcze z 1830 i 1863.

### Krzyż harcerski

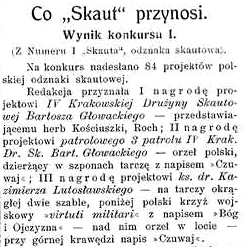
Wyniki konkursu na polską odznakę skautową (Krzyż Harcerski) w numerze 8 Skauta z 1912 (strona 13)

15 października 1911 na łamach pierwszego numeru lwowskiego „Skauta” został ogłoszony konkurs na polską odznakę skautową. Żadna z prac nie zainteresowała powołanej do rozstrzygnięcia konkursu komisji (projekt Lutosławskiego zdobył III nagrodę). Pod koniec 1912 Naczelna Komenda Skautowa do dalszych prac nad projektem wyznaczyła ks. Kazimierza Lutosławskiego. Po dokonaniu kilku poprawek zaprojektowana przez niego odznaka weszła do użytku w 1913 roku. Nadawana była głównie harcerzom warszawskim.
Kazimierz Lutosławski symbolikę krzyża (wersji z lat 1913–1915) opisał następująco:

Wianek z dębu i wawrzynu oznacza cele do zdobycia: siłę i umiejętność, sprawność i wiedzę. Oplata on główny symbol skautowy: krzyż z hasłem „Czuwaj”. Kształt tego krzyża jest dawny: takiego użyto do naszego orderu waleczności: Virtuti Militari; uprzytamnia on w szczególności obowiązek dzielności. Ma on pośrodku kółko – symbol doskonałości, a w nim gwiazdę promienną, jakby światło przewodnie: „ad astra!” A sam krzyż znaczy: per aspera, bo wskazuje ciężką, cierniami walki z własnymi słabościami usłaną drogę, a przy tym oznacza też gotowość do walki i do wszelkich poświęceń – aż do męczeństwa za wiarę, aż do śmierci za Ojczyznę: Bóg i Ojczyzna są treścią wewnętrzną tego znaku. Hasło „Czuwaj” na nim – to pobudka, ostrzeżenie: oznacza gotowość ducha do pracy nieustannej…

Najprawdopodobniej w roku 1915 miejsce gwiazdy zaczęła zajmować wzorowana na lilijce skautowej lilijka harcerska. Ostateczny kształt krzyża harcerskiego został ustalony podczas konferencji zjednoczeniowej ZHP w dniach 1–2 listopada 1918 jako odznaka polskiego harcerstwa.

### Rozłamy w warszawskim skautingu

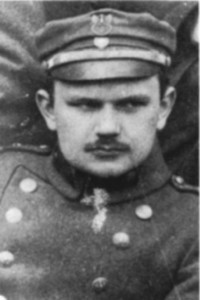
Piotr Olewiński

Jesienią 1914, tuż po wybuchu pierwszej wojny światowej, kilkunastu drużynowych warszawskich drużyn skautowych na czele z Piotrem Olewińskim wzięło udział w proteście przeciwko postawie księdza Lutosławskiego. Opowiadał się on za współpracą z Rosją i krytykował czyn zbrojny Legionów Polskich Piłsudskiego. Protestujący domagali się ustąpienia ks. Lutosławskiego z Naczelnej Komendy Skautowej. Piotr Olewiński został zdegradowany. NKS próbowała odsunąć go od pracy w drużynie, co było przyczyną rozłamu w 2. Warszawskiej Drużynie Harcerzy. Część drużyny opowiedziała się za Olewińskim, legionami Piłsudskiego i walce przeciwko Rosji, część zaś za NKS i Lutosławskim. Trzynastu zbuntowanych drużynowych wypowiedziało posłuszeństwo warszawskiemu NKS-owi i utworzyli Wydział Rady Drużynowych (tzw. Rebelię). Przewodniczącym zbuntowanej Rady Drużynowych został Piotr Olewiński. Przez kolejne miesiące, do wiosny 1915, prowadzono pertraktacje w sprawie zjednoczenia. W wyniku porozumienia ks. Lutosławski opuścił zarząd NKS. Skauting warszawski opowiedział się za walką przeciwko Rosji. 5 sierpnia 1915 opuszczona przez Rosjan Warszawa została zajęta przez Niemców. Większa część drużynowych i starszych skautów wstąpiła do Batalionu Warszawskiego POW. Dla batalionu zorganizowano trzytygodniowe przeszkolenie wojskowe. 22 sierpnia jednostka wyruszyła w kierunku Włodawy, aby połączyć się z I Brygadą Legionów.

### Wpływ na powstające harcerstwo
1–2 listopada 1918 odbyła się konferencja zjednoczeniowa. Organizacje harcerskie z zaboru pruskiego, Małopolski, Rusi i Rosji, Królestwa Kongresowego i Litwy złączyły się w Związek Harcerstwa Polskiego. Kazimierz Lutosławski współpracował nad projektem statutu ZHP oraz przy wypracowaniu tekstów Prawa i Przyrzeczenia harcerskiego. Na konferencji został także ostatecznie zatwierdzony kształt Krzyża harcerskiego.
Wpływ Lutosławskiego na polskie harcerstwo był znaczący. Przejawiało się to we wpajaniu młodzieży wartości narodowo-religijnych. Było to zgodne z zamysłem Boden-Powella, dla którego chrześcijaństwo miało być fundamentem skautingu. Lutosławski jest uważany za jednego z głównych ideologów skautingu polskiego. Skupiał się na tym, aby skauting był przede wszystkim narzędziem formacji wewnętrznej młodzieży. Dla Lutosławskiego skauting był pomocą w procesie wychowawczym, miał za zadanie ukształtować zdrowego ducha narodu.
Swoje podręczniki i artykuły dla harcerzy podpisywał pseudonimem „x. Jan Zawada”, używał też pseudonimu „Szary”. Wydał książki pt. Czuj Duch, Jak prowadzić pracę skautów oraz Śpiewnik polskiego skauta.

## Śmierć i upamiętnienie
Kazimierz Lutosławski zmarł 5 stycznia 1924 w wieku 44 lat na skutek szkarlatyny, którą zaraził się podczas pełnienia posługi duszpasterskiej. Pochowany został w rodzinnym Drozdowie. Pośmiertnie za zasługi dla harcerstwa został uhonorowany tytułem Harcerza Rzeczypospolitej.
W 70. rocznicę śmierci w dniach 14–18 stycznia 1994, odbył się I Zlot dh. Szarego. Inicjatorami przedsięwzięcia były 36. Łomżyńska Drużyna Pożarnicza „Wigilowie” im. Mariana Wojciecha Śmiarowskiego oraz PH 101 z Łomży. Podczas zlotu na płycie grobowej Lutosławskiego została wmurowana kopia krzyża harcerskiego. W pierwszych dniach marca, zaczynając od 1995, odbywają się coroczne Zloty dh. Kazimierza Lutosławskiego „Szarego”.

## Odznaczenia
- 1921 – Odznaka ZHP „Wdzięczności”[32]
- 1922 – Krzyż Walecznych[2] (za posługę duszpasterską w Wielkanoc 1916 roku, na froncie Pierwszej Brygady Strzelców Polskich, podczas I wojny światowej)

## Publikacje
Kazimierz Lutosławski był autorem 23 publikacji, współautorem – 3, redaktorem – 4, napisał przedmowę do trzech książek oraz przetłumaczył jedną z języka francuskiego. W swoich dziełach podpisywał się zarówno swoim nazwiskiem, jak i pseudonimem Jan Zawada oraz inicjałami K.L.
Autorstwo
1. K.L. [K. Lutosławski], Jan Henryk Dąbrowski, Londyn, nakładem Naczelnego Komitetu ZHP, 1944.
2. K.L. [K. Lutosławski], Jan Karol Chodkiewicz, Londyn, Naczelny Komitet ZHP, 1944.
3. K.L. [K. Lutosławski], Maria Skłodowska-Curie, Londyn, nakładem Naczelnego Komitetu ZHP, 1944.
4. K.L. [K. Lutosławski], Romuald Traugutt, Londyn, nakładem Naczelnego Komitetu ZHP, 1944.
5. K.L. [K. Lutosławski], Stanisław Żółkiewski, Londyn, nakładem Naczelnego Komitetu ZHP, 1944.
6. K.L. [K. Lutosławski], Walerian Łukasiński, Londyn, nakładem Naczelnego Komitetu ZHP, 1944.
7. K.L. [K. Lutosławski], Wywiad i wywiadowcy, Londyn, nakładem Naczelnego Komitetu ZHP, 1944.
8. K. Lutosławski, Czem jest skauting polski? Gawęda obozowa, Warszawa, skład główny w Redakcji „Przebudzenia”, 1913.
9. K. Lutosławski, Hasła rewolucji w świetle nauki katolickiej. Głos kapłana do braci w Chrystusie o tem, jak w samym zaczątku uniknąć drogi, po której ojczyzna w przepaść bolszewizmu stoczyćby się musiała, Warszawa, E. Wende i Spółka, 1919.
10. K. Lutosławski, Letniska młodzieży szkolnej. Podręcznik dla kierowników, Z. 1, Przygotowanie, Warszawa, skład główny w Księgarni J. Lisowskiej, 1915.
11. K. Lutosławski, Letniska młodzieży szkolnej. Podręcznik dla kierowników, Z. 2, Urządzenie, Warszawa, skład główny w Księgarni J. Lisowskiej, 1915.
12. K. Lutosławski, Letniska młodzieży szkolnej. Podręcznik dla kierowników, Z. 3, Zajęcia ogólne, Warszawa, skład główny w Księgarni J. Lisowskiej, 1915.
13. K. Lutosławski, Młodzież a polityka, Warszawa, skł. gł. Admin. „Gazeta Poranna 2 Grosze”, 1915.
14. K. Lutosławski, Nowe zasady pedagogiczne w wychowaniu domowem. Odczyt wygłoszony w Związku Naukowo-Literackim we Lwowie d. 8 listopada 1906 r., Lwów, Księgarnia Polska B. Połonieckiego, Warszawa, Wende i Sp., 1906.
15. K. Lutosławski, O potrzebie filozofji w wykształceniu rolnika-obywatela. Cztery listy do przyjaciela, Warszawa, E. Wende, Łódź, L. Fiszer, 1913.
16. K. Lutosławski, Skauting jako system wychowania moralnego, Warszawa, skład główny w Administracji „Prądu”, 1913.
17. K. Lutosławski, Stronnictwa w kraju i w sejmie, wyd. 2, Warszawa, nakł. Sekr. Głównego Związku Lud. Narod., 1921.
18. K. Lutosławski, Teologja. Wykład dla wykształconego ogółu, cz. 1, Podstawy wiary i moralności, t. 1, Bóg jako przyczyna, Warszawa [etc.], Gebethner i Wolff, Kraków, G. Gebethner, [1918].
19. K. Lutosławski, Teologja. Wykład dla wykształconego ogółu, cz. 2, Życie moralne, t. 3, Dążenie stworzenia rozumnego do Boga. Rozbiór szczegółowy. O cnotach teologicznych, Warszawa [etc.], Gebethner i Wolff, Kraków, G. Gebethner, [1918].
20. K. Lutosławski, Trucizna duszy chrześcijańskiej – socjalizm, Warszawa, Komitet Zjednoczenia Kresów Wschodnich z Rzecząpospolitą Polską, 1920.
21. K. Lutosławski, Wojna wobec moralności chrześcijańskiej, Warszawa [etc.], nakł. Ksiegarni Gebethnera i Wolffa, 1915.
22. J. Zawada [K. Lutosławski], Czuj duch! Szesnaście gawęd obozowych o idei skautingu, Kraków, G. Gebethner i Spółka, 1913.
23. J. Zawada [K. Lutosławski], Śpiewnik polskiego skauta, Kraków, [s.n.], 1914.

Współautorstwo
1. W. Czartoryski, J. Gralewski, K. Lutosławski, Polskie Ogniska Wychowawcze Wiejskie. Zasady i środki. Program pierwszego Polskiego Ogniska Wychowawczego Wiejskiego dla chłopców, Wilno, Dziennik Wileński, 1906.
2. K.L. [K. Lutosławski], J.L. [J. Lutosławski], Szlakiem socjalizmu. Tryptyk ideowy, Warszawa, [s.n.], 1919.
3. K. Lutosławski i inni, Moralne podstawy życia narodowego. Książka zbiorowa, serya odczytów wygłoszonych w sali Muzeum Przemysłu i Rolnictwa w Warszawie w poście 1915 r., Warszawa, Wende i Spółka, [cenz. 1915].

Redakcja
1. Kalendarz Polski. Rocznik wychodźtwa polskiego w Rosyi na rok ... red. X. Kazimierza Lutosławskiego i Antoniego Sadzewicza, Moskwa, Druk. W. Lehmanna, 1916-1917.
2. Polak – Katolik, [kier.: K. Lutosławski], Moskwa, Katolicki Związek Demokracji Chrześcijańskiej, 1917.
3. Sprawa. Tygodnik, służący odrodzeniu narodowemu w duchu katolickim, red. i wyd.: K. Lutosławski, Warszawa, K. Lutosławski, 1919-1920.
4. Wygnaniec. Tygodnik dla wszystkich, za kom. red. K. Lutosławski, Władysław Lippoman, Moskwa, Komitet Zjednoczenia Międzypartyjnego, 1918.

Przedmowa
1. E. Kloth, Socjalizm i żydostwo, z przedm. K. Lutosławskiego, Warszawa, nakł. Księgarni Perzyński, Niklewicz i s-ka, 1923.
2. Ordynacja wyborcza do Sejmu i Senatu z 28 lipca 1922 roku, wstępem i koment. opatrzył K. Lutosławki, Warszawa, Perzyński, Niklewicz, 1922.
3. A. Pawełek, Młoda drużyna. Podręcznik pracy harcerskiej w drużynie, z przedm. K. Lutosławskiego, Londyn, nakł. Ministerstwa Wyznań Religijnych i Oświecenia, 1945.

Tłumaczenie
1. D.J. Mercier, Ćwiczenia duchowne dla kapłanów, tł. dokonano pod kierunkiem K. Lutosławskiego, Warszawa, nakładem Księgarni E. Wendego i Sp. (T. Hiż i A. Turkuł), 1913.